# Мартин Еден
Мартин Еден (енгл. Martin Eden) роман је америчког књижевника Џека Лондона објављен 1909. године. Насловни протагонист је млади сиромашни морнар који се настоји самообразовати и створити књижевну каријеру како би га прихватили богати буржујски родитељи његове веренице. Роман садржи бројне аутобиографске елементе, због чега се Мартин Еден често сматра Лондоновим алтер егом, а завршница, у којој Еден, згађен површношћу и испразношћу високог друштва, чини самоубиство, касније је постала извором митова и урбаних легенди да је и сам Лондон себи одузео живот. Лондон је био политички социјалистички оријентисан, а његов јунак је описан као индивидуалист и следбеник Ничеа и Херберта Спенсера који презире социјалисте. Мартин Еден се често наводи као један од најбољих романа у Лондоновом стваралаштву и спада у најпознатије романе 20. века.
Мартин Еден је неколико пута био екранизиран.